# 田中杏樹
田中 杏樹（たなか あんじゅ、1994年1月28日  - ）は、日本の女優。元警察官。山形県米沢市出身。

## 概要
宮城県の大学を卒業後に警察学校を経て山形県警察に入り、所轄の地域課や県警本部鑑識課勤務を経て、退職後に上京して芸能活動を開始。テレビドラマ『教場』やテレビドラマ『未満警察 ミッドナイトランナー』などに警察学校生徒役で出演。
女優活動と並行して、「交番 (KOBAN) 博士」名義で警察官時代の経験を生かして各地で講演等を行っている。

## 人物
- サイズ - B84 W58 H87[2]
- 趣味 - プラネタリウム[2]
- 特技 - 射撃、フルート、ピアノ[2]
- 資格 - 第2級陸上特殊無線技師、実用英語検定2級、柔道初段、普通自動車免許、普通自動二輪[2]

## 出演

### 映画
- いまダンスをするのは誰だ（2023年） - 社員 役[2]
- テン・ストーリーズ（2023年） - ウッキー 役[2][注 1]

### テレビドラマ
- 教場（2020年、2021年） - 警察学校生徒 役[2][4]
- 未満警察 ミッドナイトランナー（2020年） - 田中由紀乃 役[2][4]
- 緊急取調室（2023年） - 本間 役[2]
- 警部補ダイマジン（2023年） 第1話 - 女性刑事 役[2]

### 配信ドラマ
- House of the Owl（2023年）- SP 役[2]

### 舞台
- SANETTY Produce「信長の野望〜桶狭間前夜〜」（2019年） - 清 役[2][4]
- エアースタジオ 朗読劇「愛はお金で買えますか？」（2020年） - 千尋 役[2][4]
- 帰ってきた蛍〜令和への伝承〜（2022年） - トミ子 役[2]

### テレビバラエティ
- 林修の今でしょ!講座（2021年）[2][4]
- 火曜は全力!華大さんと千鳥くん（2021年）[2]
- ワシんとこ・ポスト（2022年）[2]
- 世界まる見え!テレビ特捜部（2022年）[2]